# Wussegel
Wussegel ist ein Ortsteil der Stadt Hitzacker (Elbe) im Landkreis Lüchow-Dannenberg in Niedersachsen. Der Ort liegt 2 km östlich vom Kernbereich von Hitzacker direkt an der nördlich fließenden Elbe.

## Geschichte
Am 1. Juli 1972 wurde die Gemeinde Wussegel zusammen mit den Gemeinden Bahrendorf, Grabau, Harlingen, Kähmen, Nienwedel, Seerau, Tießau und Wietzetze nach Hitzacker eingegliedert.